# Vayres (Haute-Vienne)
Vayres is een gemeente in het Franse departement Haute-Vienne (regio Nouvelle-Aquitaine) en telt 873 inwoners (1999). De plaats maakt deel uit van het arrondissement Rochechouart.

## Geografie
De oppervlakte van Vayres bedraagt 37,8 km², de bevolkingsdichtheid is 23,1 inwoners per km².
De onderstaande kaart toont de ligging van Vayres (Haute-Vienne) met de belangrijkste infrastructuur en aangrenzende gemeenten.

## Demografie
Onderstaande figuur toont het verloop van het inwonertal (bron: INSEE-tellingen).